# Kuźnia (Mazovie)
Pour les articles homonymes, voir Kuźnia.
Kuźnia [ˈkuʑɲa]est un village polonais de la gmina de Jastrząb, du powiat de Szydłowiec et dans la voïvodie de Mazovie.